# Rellotge dels flamencs
El rellotge dels flamencs o gran rellotge de Barcelona va ser el rellotge de referència a la ciutat de Barcelona entre 1577 i 1864, o sigui, durant 287 anys. Va ser el cinquè de la sèrie de grans rellotges mecànics que tingué Barcelona a partir de 1396. Fou substituït el 1864 pel sisè, un nou rellotge construït pel rellotger suís Albert Billeter, que encara està en funcionament.
El seu emplaçament original era dalt del campanar de les hores de la catedral de Barcelona, el que s'alça sobre la porta de Sant Iu.
Se'l coneix com a rellotge dels flamencs perquè va ser encarregat pels consellers de la ciutat als rellotgers flamencs Simó Nicolau, de Purmerend, i Climent Osen, d'Utrecht. L'encàrrec data de 1575. El rellotge porta inscrita la data de 1576 i entrà en servei dalt del campanar de les hores de la catedral l'any següent, concretament el 27 de novembre de 1577, un cop ajustada tota la maquinària. A més de la data d'execució, el rellotge també ostenta els escuts de la ciutat i del rei.
És una màquina de ferro de grans dimensions (base de 2,08 x 2,40 m. i alçada màxima de 4,4, m. pesava en origen 5,5 TM) probablement la més gran del món en el seu gènere: rellotge simple amb mecanismes únics de temps i soneria de quarts i hores. No tenia busques ni esfera.
El 1685 se'n va modificar el mecanisme per a afegir-li un pèndol. El 1864 va ser desmuntat per baixar-lo del campanar de la catedral. Fou recuperat el 1892 i presentat com la peça més destacada de la reunió d'objectes relacionats amb la història de Barcelona que es formà al Museu d'art i arqueologia ubicat a l'antic arsenal (actual Parlament) de la Ciutadella. Novament desmuntat al final de la guerra civil espanyola, va ser recuperat i restaurat en la seva configuració original (sense pèndol) el 1975-77 per la càtedra de mecànica de l'Escola d'Enginyers Industrials de Barcelona, sota la direcció de Martí Vergés i Joaquim Agulló. El 1985 quedà instal·lat al Museu d'Història de Barcelona, on es troba actualment.